# Лесів Ярослав Васильович

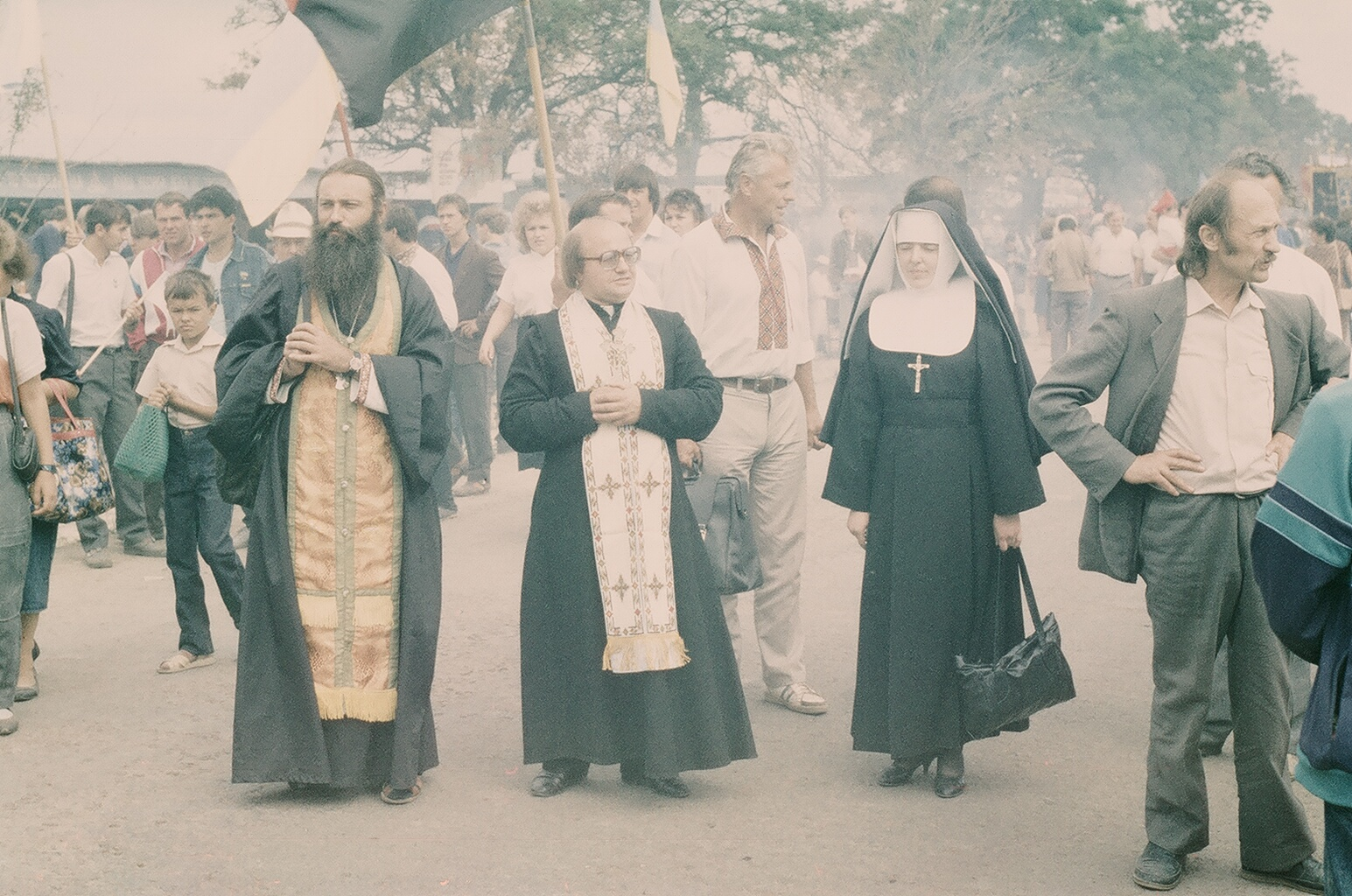
Другий зліва-направо о. Ярослав Лесів. 1990 рік

 Яросла́в Васи́льович Ле́сів  (3 січня 1943, Лужки, Долинський район, Івано-Франківська область — 9 жовтня 1991, Павлівка, Івано-Франківська область) — член Української Гельсінкської групи (УГГ), активний учасник національно-патріотичного і релігійного руху, поет. Батько Ярослава Лесіва брав участь в УПА.

## Життєпис
Батько і брат Ярослава Лесіва були засуджені за участь в ОУН і УПА.
У 1965 році закінчив Івано-Франківський технікум фізичної культури. Після закінчення технікуму працював учителем на Кіровоградщині.

### Діяльність в УНФ
Приєднався до Українського національного фронту у цьому ж 1965 році, після знайомства із Дмитром Квецком. Поширював нелегальну літературу УНФ у транспорті та за місцем праці в смт. Завалля Кіровогорадської області.
У другій половині листопада 1967 року виїзною сесією Верховного Суду УРСР був засуджений за ст. 56 ч. 1 (зрада Батьківщини) та ст. 64 ч. 1 (створення організації) КК УРСР до 6 років позбавлення волі. Разом з ним засудили його друзів Зеновія Красівського, Дмитра Квецка, Михайла Дяка.
Після звільнення у 1973 році працював столяром на лісокомбінаті у місті Болехові, де й одружився, а наступного року народився син Тарас.

### Діяльність в УГС
Став членом Української Гельсінської спілки. У 1979 році знову засуджений, за членство в УГС, цього разу на 2 роки. Покарання відбув у таборі загального режиму у м. Сарни на Рівненщині.
У травні 1981 року, перебуваючи в ув'язненні, отримав нові звинувачення і поновлення слідства. Протягом півроку протестував, оголосивши голодування.
15 листопада 1981 року, у день закінчення 2-річного терміну, в таборі відбувся суд, який присудив ще 5 років таборів суворого режиму. Відбував ув'язнення у Краснодоні на Луганщині.

### Священник УГКЦ
Після звільнення став одним із активних ініціаторів відродження Української Греко-Католицької Церкви (УГКЦ). 1988 року розпочав навчання у підпільній семінарії, під керівництвом єпископа Василика. 17 липня 1988 року у с. Зарваниця на Тернопільщині відбулася літургія, в якій взяли участь близько 15 тисяч вірних УГКЦ. За організацію цієї літургії влада оштрафувала його на 50 рублів.
У 1989 році прийняв сан священика УГКЦ. У самвидаві вийшла книжка проповідей Ярослава Лесіва. 2 серпня 1989 року їздив до Москви із групою вірян, щоб продовжити естафетну голодівку з вимогою легалізувати УГКЦ. Після повернення додому був заарештований КДБ, але наступного дня звільнений через протести прихожан церкви.
Провів десятки недозволених молебнів УГКЦ. Брав участь у перепохованні в Києві 19 листопада 1989 року Василя Стуса, Олекси Тихого та Юрія Литвина.

### Загибель
9 жовтня 1991 року повертаючись з Києва із зустрічі з Леонідом Кравчуком і народними депутатами, де обговорювалася легалізація УГКЦ, загинув у ДТП в селі Павлівка (поряд із Івано-Франківськом) за нез'ясованих обставин. За різними спогадами людей, його автомобіль дорогою на певний час затримали працівники ДАІ на одному з постів, а невдовзі на івано-франківській трасі сталась ДТП. Водій вижив, а отець Лесів загинув на місці трагедії. Болехівська та Івано-Франківська прокуратура швидко закрили справу. Але син Тарас не вірить, що трагедія була випадковістю: «До загибелі батька хотіли викинути з потяга, була гонитва ще раніше на машинах, коли його автомобіль затискали з обох боків. Це був не перший замах на життя батька. Я гадаю, що спецслужби КДБ це і спланували. Спершу слідство проводили одні слідчі, потім інші, є багато нез'ясованих обставин». Громадськість і рідні вимагали від Генпрокуратури повторно розслідувати справу загибелі священика, чого не було зроблено. Священик, дисидент, поет Ярослав Лесів загинув у віці 46 років. Похований на церковному подвір'ї біля храму Святої Параскевії у Болехові. Попрощатись із священиком прийшли і приїхали звідусіль тисячі людей, вони були переконані, що отця вбили. Поховали священика на церковному подвір'ї.
Загибель отця Ярослава Лесіва відбулась за нез'ясованих до сьогодні обставин, каже також і дослідниця Анна Семенюк. Вона пригадує, що 13 вересня 1991 року священик на похороні свого друга Зеновія Красівського говорив про права людини, злочини комунізму і він часто наголошував, що кадебістів не можна допускати в політику і владу. «Вже тоді шеренгами провокативні групи КДБ йшли в політику і владу. Отець Ярослав Лесів дуже багато знав і мав інформації про них, їхню діяльність. Його неодноразово викликали у прокуратуру міста Долини Івано-Франківської області. На Гошівській горі стояли черги людей на сповідь до греко-католицьких священиків і нікого — до православних отців Московського патріархату. Після вбивства отця Ярослава Лесіва пішла низка вбивств, які не розкриті до сьогодні. Отець Ярослав Лесів був зайвий для системи, яка таких людей відстежувала, знищувала. Це була загроза для системи» — вважає Анна Семенюк.

## Вшанування пам'яті

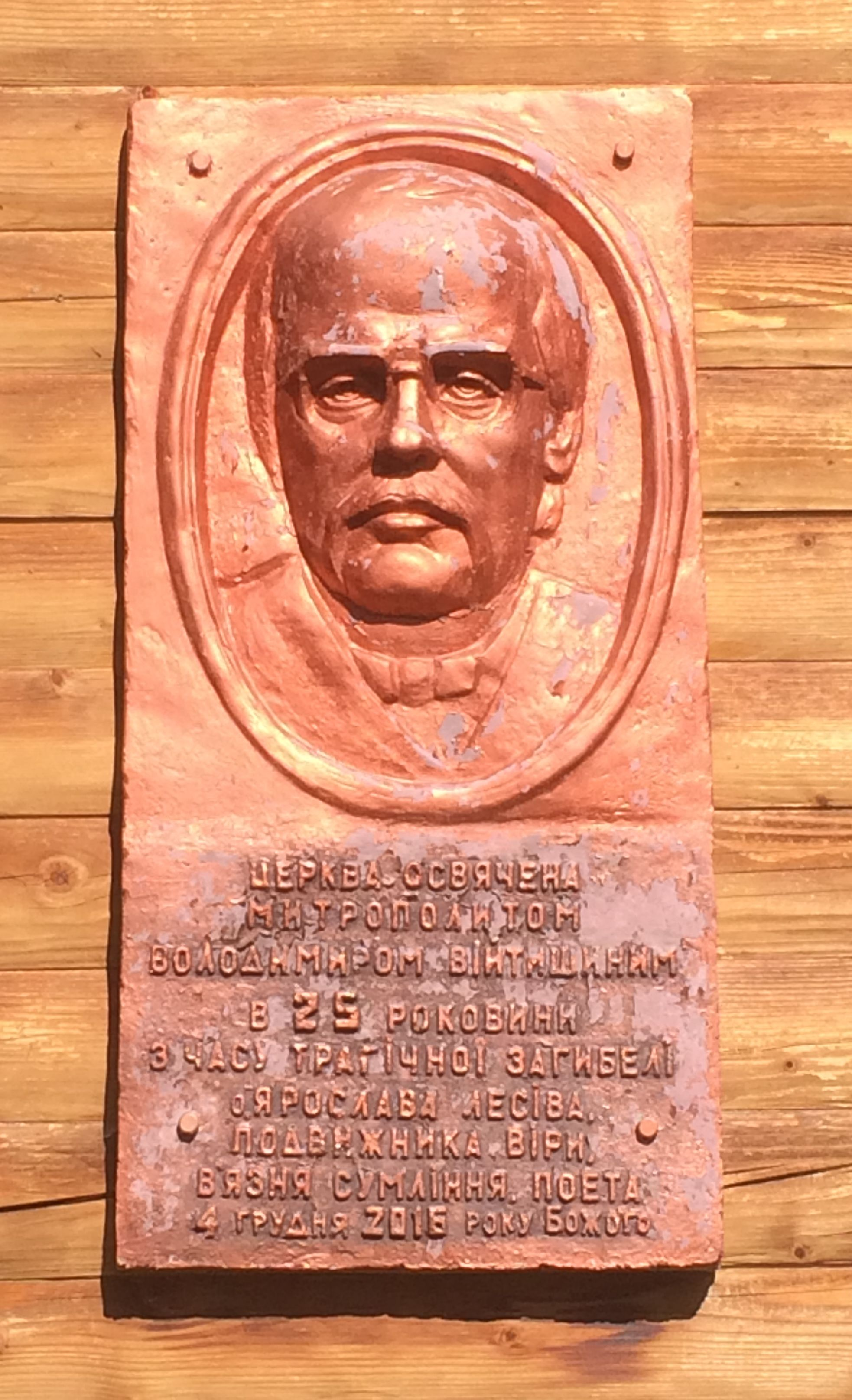
Меморіальна дошка

У рідному селі його іменем названа центральна вулиця. На стіні церкви Введення Пречистої Діви Марії встановлена меморіальна дошка.
У 2023 році на честь Ярослава Лесіва перейменували вулицю в селищі Завалля та урочисто відкрили меморіальну дошку.

## Державні нагороди
- Орден «За мужність» I ст. (8 листопада 2006)[4] — за громадянську мужність, самовідданість у боротьбі за утвердження ідеалів свободи і демократії та з нагоди 30-ї річниці створення Української Громадської Групи сприяння виконанню Гельсінкських угод (посмертно).

## Твори
Библиотека Александра М. Кобринского > Поезії — з збірки Я. Лесіва «ТТ (Тюремна тиша)»